# Pere d'Alberní i Teixidor
Pere d'Alberní i Teixidor (Tortosa, 30 de gener de 1747 - Monterrey, Nova Espanya, 11 de març de 1802) va ser un soldat català, al servei d'Espanya. Va desenvolupar la major part de la seua carrera militar al virregnat de Nova Espanya. És especialment notable el seu paper en la història militar de Nova Espanya, en la conquesta espanyola i la colonització del Pacífic nord-oest durant els anys 1790 i la seua proclamació posterior com a governador interí de Califòrnia el 1800.

## Joventut
Pere d'Alberní va nàixer en una família noble i rica de Tortosa. El seu pare, Jaume d'Alberní i Antolí, va ser notari i honorable ciutadà de Barcelona i es va casar amb Maria Inés Teixidor el 24 de juny de 1728. La parella va tenir cinc fills i dues filles. D'acord amb el dret civil català, el germà més gran, Josep Antoni, quedava nomenat hereu de la família Alberní. Això també incloïa el dret per utilitzar el títol de notari. Els germans restants rebien una quantitat petita de diners. Per aquesta raó, la resta dels germans feien el servei militar. Un germà, Gerònim, se'n va anar al Regiment de Còrdova; els altres dos, Joan Bautista i Jaume Pascual, al Regiment de Voluntariat Estranger. Una de les germanes va ser monja. Pere va fer el Segon regiment d'Espanya de la Infanteria Lleugera el 17 de juliol de 1762 lluitant com a cadet en la campanya de Portugal durant la Guerra dels Set Anys quan tenia només quinze anys. Va romandre amb aquest regiment durant cinc anys, després dels quals es va fer de la Companyia Franca de Voluntaris de Catalunya, una unitat militar independent composta de Miquelets (tropes irregulars catalanes).

## De Cadis a Nova Espanya
El 1767, la Companyia va ser enviada en un viatge transatlàntic amb destinació la colònia espanyola de Nova Espanya. L'objectiu de la missió era defensar les Províncies Internes del Nord de Nova Espanya de les insurgències dels nadius. Aquestes províncies van anar més tard de l'actual Guanajuato a Nou Mèxic i de Sonora fins a Texas.
El 2 de maig, de 1767, la Companyia navegà de Cadis a Cuba i després a Veracruz (Nova Espanya). Formada per 98 soldats sota el comandament del capità Agustí Callis i de tres oficials més, Pere Fages i Beleta, Esteban de Vilaseca i el mateix Alberní, arribaven a destinació l'agost d'aquell mateix any. Després de Veracruz, la Companyia es va traslladar a Guaymas (Sonora) on van arribar l'abril de 1768, després d'haver travessat Ciutat de Mèxic, Tepic i San Blas. El viatge va costar gairebé un any des de Barcelona, des d'on havien marxat, fins a Guaymas.

## Lluitant amb els indis a Sonora i a Califòrnia

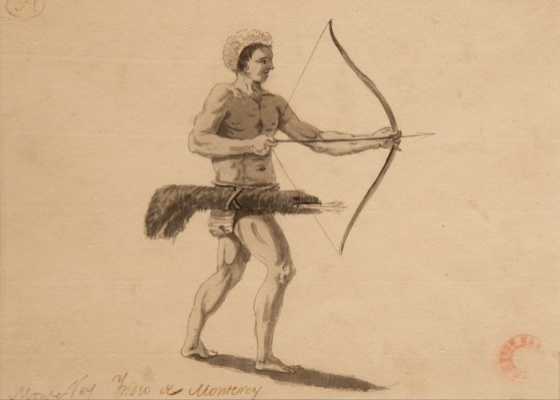
Indi de Monterrey. Dibuix de José Cardero (1791)

Després d'arribar a Guaymas, la companyia, sota el comandament del coronel Domingo Elizondo van ser enviats a lluitar contra els nadius rebels de Pima i Seri, i a participar en una campanya a Cerro Prieto. Després d'acabar reeixidament aquesta campanya, Alberní i la resta de la companyia eren enviats a Ciutat de Mèxic i a Guadalajara. Després d'allò, Alberní va ser durant set anys comandant a la província de Nayarit.
El 1772 la companyia es dividia entre la Primera Companyia Franca de Voluntaris de Catalunya, que romania sota el comandament del capità Callis, i la Segona, sota el comandament de Pere Fages. Fages i els seus hòmens van ser des de 1769 fins a 1774 a Califòrnia sota el comandament de Gaspar de Portolà. Quan el 1782 Callis va morir, Alberní va ser nomenat capità de la Primera Companyia.